# سیپلا
سیپلا (به انگلیسی: Cipla) شرکت داروسازی هندی است، که در زمینه تولید و عرضه انواع داروهای صناعی و تجهیزات آزمایشگاهی فعالیت می‌کند.
شرکت سیپلا در سال ۱۹۳۵ توسط دانشمند هندی؛ خواجه عبدالحمید تأسیس شد و در حال حاضر یکی از بزرگترین شرکت‌های دارویی هند محسوب می‌شود و عمدتأ در حوزه تولید داروهای درمان بیماری‌های قلبی عروقی، ورم مفاصل، دیابت، کنترل وزن و افسردگی فعالیت می‌کند.
دفتر مرکزی این شرکت در شهر بمبئی، هند قرار دارد و بخشی از سهام آن در بازار بورس اوراق بهادار بمبئی و بورس اوراق بهادار ملی هند معامله می‌شود. شرکت سیپلا در سال ۲۰۱۲ جایزه نوآوری تامسون رویترز هند را بدست آورد.